# Road to Singapore
Road to Singapore este un film de comedie american din 1940, regizat de Victor Schertzinger. În rolurile principale joacă actorii Bob Hope, Bing Crosby și Dorothy Lamour.

## Distribuție
- Bing Crosby — Joshua "Josh" Mallon V
- Bob Hope — Ace Lannigan
- Dorothy Lamour — Mima
- Charles Coburn — Joshua Mallon IV
- Judith Barrett — Gloria Wycott
- Anthony Quinn — Caeser
- Jerry Colonna — Achilles Bombanassa